# ショーニー (カンザス州)
ショーニー（Shawnee）は、アメリカ合衆国カンザス州のジョンソン郡にある都市。人口は6万7311人（2020年）。カンザスシティ都市圏の郊外都市である。名称はアメリカ先住民のショーニー族に由来している。